# Progressione del record olimpico dei 1500 metri piani maschili
La tabella sottostante riporta la progressione del record olimpico nella specialità dei 1500 metri piani maschili.

## Progressione
| Tempo    | Atleta             | Paese         | Luogo             | Data              | Note            |
| -------- | ------------------ | ------------- | ----------------- | ----------------- | --------------- |
| 4'33"1/5 | Edwin Flack        | Australia     | Atene             | 7 aprile 1896     |                 |
| 4'06"0   | Charles Bennett    | Regno Unito   | Parigi            | 15 luglio 1900    | Record mondiale |
| 4'05"2/5 | Jim Lightbody      | Stati Uniti   | Saint Louis       | 3 settembre 1904  | Record mondiale |
| 4'05"0   | Mel Sheppard       | Stati Uniti   | Londra            | 13 luglio 1908    |                 |
| 4'03"2/5 | Norman Hallows     | Regno Unito   | Londra            | 13 luglio 1908    |                 |
| 4'03"2/5 | Mel Sheppard       | Stati Uniti   | Londra            | 14 luglio 1908    |                 |
| 3'56"8   | Arnold Jackson     | Regno Unito   | Stoccolma         | 10 luglio 1912    |                 |
| 3'53"3/5 | Paavo Nurmi        | Regno Unito   | Parigi            | 10 luglio 1924    |                 |
| 3'53"2   | Harri Larva        | Finlandia     | Amsterdam         | 2 agosto 1928     |                 |
| 3'51"2   | Luigi Beccali      | Italia        | Los Angeles       | 3 agosto 1932     |                 |
| 3'47"8   | Jack Lovelock      | Nuova Zelanda | Berlino           | 3 agosto 1936     | Record mondiale |
| 3'45"1   | Joseph Barthel     | Lussemburgo   | Helsinki          | 22 luglio 1952    |                 |
| 3'41"2   | Ron Delany         | Irlanda       | Melbourne         | 1º dicembre 1956  |                 |
| 3'35"6   | Herb Elliott       | Australia     | Roma              | 6 settembre 1960  | Record mondiale |
| 3'34"9   | Kipchoge Keino     | Kenya         | Città del Messico | 20 ottobre 1968   |                 |
| 3'32"53  | Sebastian Coe      | Regno Unito   | Los Angeles       | 11 agosto 1984    |                 |
| 3'32"07  | Noah Ngeny         | Kenya         | Sydney            | 29 settembre 2000 |                 |
| 3'31"65  | Abel Kipsang       | Kenya         | Tokyo             | 5 agosto 2021     |                 |
| 3'28"32  | Jakob Ingebrigtsen | Norvegia      | Tokyo             | 7 agosto 2021     |                 |